# Калиев хидроксид
Калиевата основа е съединение получено при взаимодействието на метала калий с вода. Реакцията се изразява със следното молекулно уравнение:
2K + 2H2O → 2KOH + H2

## Физични свойства
- безцветни кристали, т.т. около 360 °C; безводна КОН – т. т. 380 °C;
- разтворимост: в 0,9 части вода или 0,6 части кипяща вода; 3 части алкохол; 2,5 части глицерол. Когато се разтваря във вода или алкохол, или когато разтворът ѝ се обработва с киселина, се загрява силно (екзотермичен процес);
- поглъща силно СО2 от въздуха и се превръща в калиев карбонат;
- хигроскопична, водните разтвори имат силно алкална реакция.

## Химични свойства
Във воден разтвор калиевата основа се дисоциира по следното уравнение:
 KOH --> K+ + OH-
Тя е едновалентна основа.
При взаимодействие с хлор се получава калиев хлорид, калиев хипохлорит и вода:
2KOH + Cl2 --> KCl + KClO+ H2O
Взаимодейства със сулфати
2KOH + FeSO4 → K2SO4 + Fe(OH)2

## Получаване и употреба
Получава се при електролиза на разтвор на калиев хлорид. Обикновено се получава като 50% разтвор и се използва за приготвяне на течни перилни препарати.
Използва се при производство на течни сапуни, мерсеризация на памук, производство на мастила, бои; в аналитичната химия, органичния синтез и т.н. Също е много използван и в земеделието.